# 용어
용어(用語)는 일정 분야에서 쓰이는 말이다. 특정 분야에 국한되어 쓰이는 경우, 전문 용어(專門用語)라고 한다.

## 특징
해당 분야의 사람만이 해당 전문용어의 용법을 잘 알기 마련이므로 이를 아는 사람은 해당 분야의 사람으로 생각되기 쉽다. 따라서 영화나 드라마 등에서 해당 분야의 사람임을 표현하는 표지로 자주 쓰이곤 한다.
일반 어휘에 비해 여러 가지 의미를 담거나 의미가 특화되는 경우가 많다.

## 표준화
전문용어의 표준화는 업무 의사소통의 효율화를 위해 핵심적으로 수행되어야 하는 기능이다. 동일한 대상을 부를 때 서로 다른 명칭으로 부르면 혼선이 발생되기 때문이다. 하지만 전문용어의 표준화는 수많은 방언과 고정관념을 깨고 진행되어야 하기 때문에 금방 되지 않는다.
1. 사용범위에 따른 전문용어의 분류
  1. 일반인도 사용하는 전문용어
  2. 교과서에서 사용되는 전문용어
  3. 해당분야 전반에서 사용되는 전문용어
  4. 세부분야에서만 주로 쓰는 전문용어
2. 통용표기
  1. 이미 충분히 알려진 표기를 사용할 것인가, 새로운 표기를 사용할 것인가
3. 다른 어휘들과의 관련성 vs 분야별 특수성
  1. 같은 내용을 인접 언어들과 어떻게 일관성있게 맞출 것인가
  2. 인접분야와의 공통 표기를 어떻게 일관성있게 유지할 것인가[1]

## 같이 보기
- 은어 (언어학)
- 속어